# Wyeomyia aphobema
Wyeomyia aphobema är en tvåvingeart som beskrevs av Dyar 1918. Wyeomyia aphobema ingår i släktet Wyeomyia och familjen stickmyggor. Inga underarter finns listade i Catalogue of Life.